# I’ve Learned to Walk Alone
I’ve Learned to Walk Alone – utwór soul/ballad napisany przez Franka Ramonda oraz Senaita na pierwszy studyjny album, niemieckiej wokalistki Joany Zimmer, My Innermost (2005). Piosenka została wydana jako drugi i ostatni singel promujący album, dnia 29 sierpnia 2005 roku.
Singel zadebiutował na dwóch oficjalnych notowaniach; w Niemczech, zajmując pozycję #31 oraz w Austrii, klasyfikując się na miejscu #72.
Kompozycja jest drugą i ostatnią piosenką która uplasowała się na oficjalnym notowaniu w Austrii

## Lista utworów
CD singel
1. I’ve Learned to Walk Alone (Single Version)
2. I’ve Learned to Walk Alone (Radio Remix)
3. Power on Your Side (Unreleased Demo Track)
4. In the End (Album Version)
5. I’ve Learned to Walk Alone (Video)

CD singel(2-Track)
1. I’ve Learned to Walk Alone (Singel Version)
2. I’ve Learned to Walk Alone (Radio Remix)

## Twórcy
- Wokal: Joana Zimmer
- Słowa: Frank Ramond, Senait
- Produkcja i aranżacja: Nick Nice, Pontus Söderqvist
- Gitara: Mats Berntoft, Pontus Söderqvist
- Aranżacje smyczków: Pontus Söderqvist
- Smyczki wykonywane: Sztokholm Session String
- Wokal wspierający: Anna Sahlin, Joana Zimmer
- Nagranie: LaCarr Diamond Room
- Nagranie smyczków: Polar Studio (Sztokholm)
- Inżynier dźwięku: Hákan Wollgård
- Miksowanie: Nick Nice, Pontus Söderqvist (LaCarr Diamond Room)

## Pozycje na listach
| Lista przebojów (2005)     | Najwyższa pozycja |
| -------------------------- | ----------------- |
| Austria (Media Control AG) | 72                |
| Niemcy (Media Control AG)  | 31                |